# Mirje (Kaštel Stari)
Mirje je arheološko nalazište kod Kaštel Starog.

## Povijest
Čine ga ostatci arhitektonskog sklopa čija namjena nije utvrđena. Još od vremena začetaka povijesne znanosti u Hrvatskoj u literaturi se javlja mišljenje da se radi o ostatcima crkve i samostana sv. Petra od Klobučca. Društvo Bihać je u tri navrata vršilo arheološka istraživanja. Nova pretpostavka je da se radi o ostacima rimske ville rustice kojima Kaštelansko polje obiluje. Datacija također nije točno utvrđena. Uzima se da je nastalo od 2. do 4. godine.

## Osobine
Danas se na nalazištu ističe zid nepravilne strukture od priklesanog kamena s dosta morta te mjestimično umetcima antičkih tegula. Sačuvan je u dužini oko 10 m te u visini od oko 2 m. Hodna površina lokaliteta obiluje fragmentima antičke keramike.

## Zaštita
Pod oznakom Z-4316 zaveden je kao nepokretno kulturno dobro - pojedinačno, pravna statusa zaštićena kulturnog dobra, klasificirano kao "arheološka baština ".